# 森一郎 (哲学者)
森 一郎（もり いちろう、1962年 - ）は、日本の哲学者、翻訳家。東北大学教授。

## 来歴
埼玉県生まれ。1986年東京大学文学部卒業。1990年東京大学大学院人文科学研究科哲学専攻博士課程中途退学。東京大学助手、東京女子大学講師、助教授、教授を経て、東北大学大学院情報科学研究科教授。
2008年、『死と誕生　ハイデガー・九鬼周造・アーレント』により博士（文学）東京大学。同書により、 2009年に第21回和辻哲郎文化賞を受賞。2015年、アーレント『活動的生』の翻訳により、第52回日本翻訳文化賞を受賞。

## 人物
- 渡邊二郎の高弟であり、師ゆずりの精細な論考で知られる[1]。
- ハイデガーの現象学的存在論の研究をベースに、近代という時代のはらむ問題群を、ニーチェやアーレントの批判を参照しつつ、考察している。

## 著書
- 『死と誕生　ハイデガー・九鬼周造・アーレント』（東京大学出版会） 2008年1月
- 『死を超えるもの　3・11以後の哲学の可能性』（東京大学出版会） 2013年6月
- 『世代問題の再燃　ハイデガー、アーレントとともに哲学する』（明石書店） 2017年10月
- 『現代の危機と哲学』（放送大学教育振興会） 2018年3月
- 『ハイデガーと哲学の可能性　世界・時間・政治』（法政大学出版局） 2018年8月
- 『核時代のテクノロジー論　ハイデガー『技術とは何だろうか』を読み直す』（現代書館、いま読む!名著） 2020年3月
- 『ポリスへの愛　アーレントと政治哲学の可能性』（風行社） 2020年11月
- 『アーレントと革命の哲学  『革命論』を読む』（みすず書房） 2022年12月
- 『快読 ニーチェ 『ツァラトゥストラはこう言った』』（講談社選書メチエ） 2024年3月
- 『アーレントと赦しの可能性　反時代的試論』（春風社） 2024年3月
- 『ニーチェ　哲学的生を生きる』（青土社）2024年9月
- 『命のどこが大切なのか　ハイデガーとアーレント』（春風社）2025年4月

共編著
- 『ハイデッガーと思索の将来　哲学への〈寄与〉』（ハイデッガー研究会編、共著、理想社） 2006年
- 『渡邊二郎著作集』全12巻（編集委員、筑摩書房） 2010年 - 2011年
- 『科学と技術への問い　ハイデッガー研究会第三論集』（共編著、理想社） 2012年
- 『形而上学の可能性を求めて　山本信の哲学』（共編著、工作舎） 2012年
- 『ハイデガー読本』（共編著、法政大学出版局） 2014年
- 『続・ハイデガー読本』（共編著、法政大学出版局） 2016年
- 『近代日本思想選　三木清』（編著、ちくま学芸文庫） 2021年
- 『ハイデガー事典』（共編著、昭和堂） 2021年

## 翻訳
- 『ブレーメン講演とフライブルク講演』（「ハイデッガー全集 79」創文社、2003年／東京大学出版会、2021年）
- 『活動的生』（ハンナ・アーレント、みすず書房） 2015年
- 『愉しい学問』（フリードリヒ・ニーチェ、講談社学術文庫） 2017年
- 『技術とは何だろうか　三つの講演』（マルティン・ハイデガー、編訳、講談社学術文庫） 2019年
- 『革命論』（ハンナ・アーレント、みすず書房） 2022年
- 『ツァラトゥストラはこう言った』（フリードリヒ・ニーチェ、講談社学術文庫） 2023年